# Per-Erik Larsson
Per-Erik Larsson (Oxberg, 3 maggio 1929 – Mora, 31 maggio 2008) è stato un fondista svedese.

## Palmarès

### Olimpiadi invernali
- Bronzo a Cortina d'Ampezzo 1956 nella staffetta 4x10 km.

### Mondiali
- Oro a Lahti 1958 nella staffetta 4x10 km.
- Bronzo a Falun 1954 nella staffetta 4x10 km.